# Paralimosina subcribrata
Paralimosina subcribrata är en tvåvingeart som först beskrevs av Rohacek 1977.  Paralimosina subcribrata ingår i släktet Paralimosina och familjen hoppflugor. Arten är reproducerande i Sverige. Inga underarter finns listade i Catalogue of Life.